# TetriNET

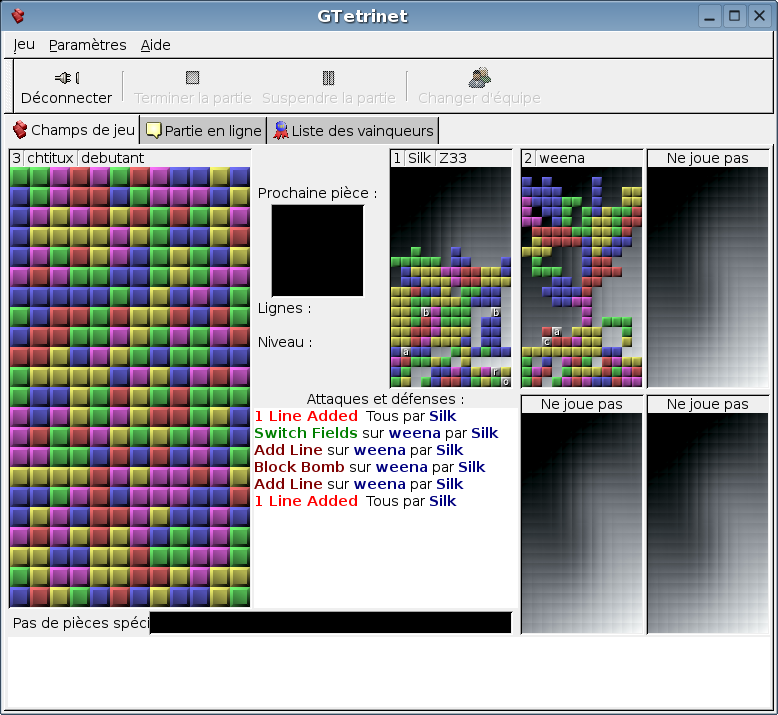
gTetrinet, een TetriNET-client

TetriNET is een gratis tetrisspel dat online gespeeld wordt en waaraan tot 6 spelers kunnen deelnemen, al dan niet in teamverband.
Het werd in 1997 door St0rmCat ontwikkeld en heeft als laatste officiële versie 1.13. Later ontwierp St0rmCat TetriNET 2, waar vooral betere graphics en meer special blocks de nieuwigheden waren.

## Spel
Het doel van het spel is om als laatste over te blijven. Men speelt het spel net zoals de originele Tetris, met de toevoeging van special blocks die men kan verzamelen gedurende het spel door horizontale rijen te vormen. Deze special blocks kunnen toegepast worden op een speler naar keuze (inclusief zichzelf) en hebben volgende functies:
- Add Line (A): voeg onderaan het speelveld een rij blokjes bij.
- Clear Line (C): verwijder onderaan het speelveld een rij blokjes.
- Clear Special Blocks (B): zet de special blocks in het speelveld om naar gewone blokjes.
- Random Blocks Clear (R): verwijder in het wilde weg enkele blokjes uit het speelveld.
- Block Bomb (O): maak de eventuele andere block bombs op het speelveld ter ontploffing, zodat de omringende blokjes in het wilde weg in het speelveld komen hangen.
- Blockquake (Q): schud elke rij van de blokjes in het speelveld (aardbeving).
- Block Gravity (G): zorg dat er geen gaatjes meer voorkomen in het speelveld.
- Switch Fields (S): wissel het speelveld om met dat van een andere speler.
- Nuke Field (N): verwijder alle blokjes van het speelveld.

## Varianten
- TetriFast: een TetriNET-versie waar het volgend blokje direct komt en men geen seconde moet wachten zoals bij de originele versie.

## Clients
- aTwin
- gTetrinet